# 布目ゆう子
布目 ゆう子（ぬのめ ゆうこ、1962年11月6日 - ）は日本の元女優。本名：布目 裕子（読み同じ）。神奈川県相模原市出身。身長167cm。日活芸能に所属していた。

## 来歴・人物
県立麻溝台高校在学中、日活映画「野球狂の詩」のオーディションに応募したことがきっかけで芸能界入り。同じく高校在学中の1978年に松竹映画「九月の空」でデビュー。翌1979年10月開始のテレビドラマ「西部警察」の初代事務員・沢井礼子役で1年間レギュラー出演する。西部警察降板後は「ザ・ハングマン 燃える事件簿」にゲスト出演を除き芸能界を事実上引退しておりその後の芸能活動の記録はない。
姉がいる。書道五段（1980年当時）。

## 出演

### 映画
- 九月の空（1978年、松竹） - 恵子

### テレビドラマ
- ザ・スーパーガール 第15話「高校生売春 決死の潜入捜査」（1979年7月9日、東京12チャンネル・東映） - 原田真弓
- 西部警察 第1話「無防備都市・前編」 - 第52話「ギャングになった刑事」（1979年10月14日 - 1980年10月12日、テレビ朝日・石原プロ） - 沢井礼子
- ザ・ハングマン 燃える事件簿 第12話「高速道路にコンクリート詰め」（1981年2月6日、朝日放送・松竹芸能）